# 아사노 나가카쓰
아사노 나가카쓰(일본어: 浅野長勝 あさの ながかつ[*])는 센고쿠 시대의 무장이다. 오와리국의 오다 가문에 사관했다. 아버지는 아사노 나가센(浅野長詮)이며, 아사노씨의 당주를 이었다.

## 생애
오다가의 유미슈(弓衆)로 사관해 덴쇼 연간 야스이 성(安井城; 아이치현 나고야시 기타 쿠(北区))을 축성했다. 야스이 성은 이후 나가카쓰가 나카시마 군(中島郡) 오사토무라(大里村; 이나자와시)로 소유 영지가 이전되면서 폐성된다.
이후 아사노 성(浅野城; 이치노미야시)으로 이전한다.
처남 스기하라 사다토시(杉原定利)의 딸인 네네(ねね)・야야(やや) 자매를 양녀로 아사노가에 들여와 키운다). 또 매형 야스이 시게쓰구(安井重継)의 아들이자 자신의 조카인 아사노 나가요시(浅野長吉)를 야야와 혼인시켜 양자로 거둔다.
네네가 기노시타 도키치로(木下藤吉郎; 이후 도요토미 히데요시)(豐臣秀吉)에게 시집가면서 아사노가는 기노시타(스기하라)가와 함께 히데요시와 가장 가까운 인척이 되고, 이런 관계로 이후 도요토미 정권에서 중요시 된다.
덴쇼3년(1575년)에 사망한다.

## 가계도
야스이 시게쓰구
　　　┣━━━━━━━━━┓
　┏━누나　　　　　    　┃　
　┃　　　　　　　　    　┃　　
　┗━아사노 나가카쓰 ＝＝┻＝ 나가요시(나가카쓰의 데릴사위, 아사노 나가마사)
　　　┃　　　　 　　  　　　  ┣━━━━━━━━━━━━━━━━━━┳━아사노 요시나가
　┏━아내　　　　 　   　 ┏＝야야(나가카쓰의 양녀 또는 친딸)　   　┣━아사노 나가아키라
　┃　　　　　　　　     　┃　　　　　　　　　　　　　　     　   　┗━아사노 나가시게
　┃　　　　　　　　    　 ┃　기노시타 도키치로(도요토미 히데요시)
　┃　　　　　　　　     　┃  ┃　　　　　　　　　　　　　　　
　┃　　　　　　　  　   　┣＝네네(나가카쓰의 양녀, 기타노만도코로)　　
　┃　　　　　　　  　  　 ┃　　　　　　　　　　　　　　　　　
　┗━스기하라 사다토시━━┻━기노시타 이에사다━━━━━━━━━━┳━기노시타 가쓰토시
　　　　　　　　　　　　　　　　　　　　　　　　　　　            　┣━기노시타 도시후사
　　　　　　　　　　　　　　　　　　　　　　　                  　　┗━고바야카와 히데아키